# Leontin Stefan Péterfi
Leontin Ştefan Péterfi (o Laurențiu-Ștefan Péterfi ) (1937 - ) es un botánico, y algólogo rumano, que trabajó en el "Instituto de Biología de Bucarest".

## Algunas publicaciones

### Libros
- 1957.

## Honores
- 2003: miembro correspondiente de la Academia Rumana[1]

- La abreviatura «L.Ş.Péterfi o L.S.Péterfi» se emplea para indicar a Leontin Stefan Péterfi como autoridad en la descripción y clasificación científica de los vegetales.[2]